# Micronychia woodi
Micronychia woodi är en tvåvingeart som beskrevs av O'hara 2002. Micronychia woodi ingår som enda art i släktet Micronychia och familjen parasitflugor.
Artens utbredningsområde är Yukon. Inga underarter finns listade i Catalogue of Life.